# 日産・マーチ K12
マーチ K12は、日産自動車が2002年（平成14年）から2010年（平成22年）まで製造していたコンパクトカークラスのハッチバック型乗用車である。

## 概要
2002年2月に発売された。生産は先代K11型に引き続き追浜工場で行われ、コンセプトは変わらず3ドアと5ドアのハッチバックのリッターカーであったが、日本市場では、2003年夏には1Lエンジンのグレードが消え、2005年のマイナーチェンジを機に、3ドアモデルは廃止された。欧州市場向けは英国日産自動車製造での生産となり、クーペカブリオレの「マイクラC+C」も発売され、日本にも2007年7月に導入され1,500台が限定販売されている。
技術面ではルノーと共同開発した「アライアンス・Bプラットフォーム」が初めて採用された。日本仕様車では新開発の1.0/1.2/1.4LのCR型エンジンを搭載、5速MT/4速ATを組み合わせていた。欧州では1.6Lモデルも存在する。駆動方式はFFに加え、電動式四駆「e-4WD」も用意された。なお、e-4WDに用いられる後輪用モーターは日立製作所の業務用洗濯機のものを流用しており、後にマツダ・デミオおよびベリーサ向けにも供給された。また、燃費の向上を目的に、全車に電動式パワーステアリングが採用されている。2代目の特徴の一つであったCVTは、供給していた富士重工業（現・SUBARU）が日産の傘下から離れ、供給を受けられなくなった関係上、発売当初は搭載されていなかったが、2005年のマイナーチェンジを機に1.5LのHR型エンジン+CVT搭載のモデルが復活した。CR、HRのいずれのエンジンも電子制御スロットル仕様となる。
くりくりしたヘッドランプとカエルの顔をイメージさせる特徴的なエクステリアデザインは、NTC内デザイン本部第一プロダクトデザイン部（担当：猿渡義市）によるもの。欧州向け日産車に共通するウイング型のグリルをはじめ、丸くラウンドしたルーフや、わずかに残されたリアノッチ、ショルダー部分のキャッツウォーク形状には2代目の面影を残す。競合車種と比較した場合、全長が短いことや、後ろ下がりのルーフ形状のため、後席居住性やラゲッジスペースは若干劣ることが多い。また、日本仕様車では多彩に用意された個性的な内外装色も特色であり、自動車の優れたカラーデザインを顕彰する「オートカラーアウォード」を3度（内グランプリ2度）受賞している。ちなみに、初期型に設定されていた内装色の「シナモン（オレンジ）」は開発段階で微妙だという意見が出たものの、当時最高経営責任者だったカルロス・ゴーンの「いいじゃないか!」という一言で市販が決定した。
ゴーンCEO着任後、初めて開発された車種として、その売れ行きには注目が集まったが、発売初年度の日本市場では月販目標台数8,000台を大幅に上回る月平均14,000台を販売した。その後、他社から競合車が続々と発売されたこともあり、販売実績は低下傾向となった。しかし近年では他社の競合車種がモデルチェンジするたびに車両のサイズを拡大する傾向にあるなか、マーチは車幅などのサイズが比較的小さい車種ということもあり、発売後4年を経過した2006年時点でも月5,000台程度をコンスタントに売り続けていた。
このモデルから、車両の構造上字光式ナンバープレートが装着できなくなった。
K12は、同一プラットフォームを利用する他のメーカー車がある他に、スタイリング改造メーカーが利用する種車にもなっている。代表的なところでは、光岡・ビュートは、リアオーバーハングを延長し、独立したトランクを備えたセダンである。以前はK11ベースであったが、2005年9月の13年ぶりとなるモデルチェンジでK12系ベースに移行した。ビュートの妹分といった位置付けの、キュートもある。他にもビートル風やセイチェント風などといったモデルがある。
改造車では、トミーカイラ「m13」もK11型に続いてK12型ベースとなった。

## マーチ12SR
ベースモデルのK12マーチの変化に合わせて初期型-中期型-後期型があり、全ての期間においてカタログモデルである。型式はDBA-AK12。開発担当者は当時オーテックジャパン（現日産モータースポーツ&カスタマイズ）に在籍していた中島繁治。開発目標は筑波サーキットを1分15秒で回れることを目指したという。

### 初期型 2003/10〜2005/8
2003年10月15日、K12シリーズのスポーツモデルとして発売される。5MT設定のみラインナップ。マーチ12SRにはボディ補強による捻れ剛性アップが施されているほか、以下のパーツが装着されている。
- 専用スポーツサスペンション[6]
- 専用エキゾーストシステム - CR14用から流用したエキゾーストマニホールド＆キャタライザー・専用センターパイプとカルソニックカンセイ製メインマフラー[7]
- 専用15インチアルミホイール（エンケイ製）- 185/55R15 81Vブリヂストン  ポテンザRE-01[8]

エンジンはCR14DEよりもショートストロークでフリクションが4～5％も少なく、高回転型でスポーツユニットに仕立てやすかったCR12DEをベースにオーテックにより徹底的なチューニングが図られている。専用チューニングパーツとしてマーチ12SR専用に標準で取り付けられているものには高回転型カムプロフィール・バルブスプリング・専用ハイコンプピストン・軽量フライホイール・専用チューニングコンピューターなど多岐にわたる。圧縮比はベースエンジンの9.8から11.5まで高められ、可変バルブタイミング機構をあえて搭載せずに燃費を向上させてレスポンス向上を図っている。タンク容量は41Lで、無鉛プレミアムガソリンを使用する。
重量は5ドアが940kg、3ドアが910kgであり、1トンを切る車両重量を達成した。
インテリアにおいては専用スポーツシート（黒×オレンジ）・本皮巻き3本スポークステアリング・専用本皮シフトノブ・専用アルミペダル・カーボン調フィニッシャーなどを装備。外観はカタログモデルの14Sに準じたエアロパーツを標準装備している。オプションでリヤ＆リヤクォーターウインドウのプライバシーガラスを選択できた。初期型のみ3ドア（1,520,000円）と5ドア（1,545,000円）の設定がある。
カラーは全て専用色であり、ラインナップはダイヤモンドシルバー/シトロンイエロー/キウイグリーン/クリスタルブルー/スーパーブラック/ホワイトパール（オプション）

### 中期型 2005/8〜2007/6
2005年8月、K12（標準車）シリーズのマイナーチェンジに合わせて改良が施され、各部が一新された。専用エアロパーツやグリルの形状なども標準車に合わせて変更がされている。標準車の3ドアグレード廃止により5ドア（1,764,000円）のみの設定になった。また、1.5LエンジンにCVTを組み合わせた「15SR-A」も追加された。
専用スポーツチューンドサスペンションの仕様変更、ブレーキローター径を258mmに拡大。デザインが変更されたエンケイ製専用15インチアルミホイールには、ブリヂストン・ポテンザRE-01Rが組み合わされる。エンジンのヘッドポート加工・専用ステンレス製エキゾーストマニホールド・専用チューニングコンピューターの仕様変更が施された。インテリアにおいては専用スポーツシート（黒×グレー）・ステアリングのステッチカラー変更（グレー）・クスコ製専用ストラットタワーバーがオプション設定で追加される。
最高出力が110PS(81kW)/6900rpmと初期型より若干パワーアップした。
カラーはダイヤモンドシルバー/スーパーブラック/ホワイトパール（オプション）

### 後期型 2007/6〜2010/4
K12（標準車）シリーズのマイナーチェンジに合わせた最後のマイナーチェンジが行われる。標準車に準じたフロントウインカー位置変更に伴うヘッドライトデザインの変更（ヘッドライトとウィンカーが一体になる）。専用スポーツシート（黒×ブルー）　前期型・中期型で6：4分割式だったリアシートが一体型へ変更。
その他の仕様は中期型に準ずる。価格は1,782,900円
カラーはダイヤモンドシルバー/パシフィックブルー/スーパーブラック/ホワイトパール（オプション）
2010年4月19日をもって生産終了。

## マーチカップカー
NISMOから販売された、マーチカップのためのコンプリートカー。車両の内装で、フロア側やルーフ側のパーツや純正のステアリングホイールは取り払われた代わりに、NISMOステアリングホイールとロールケージを追加して軽量化と剛性アップを図っている。また、競技用の「サスペンション」「マフラー」「強化クラッチ」「LSD」「バケットシート」「アルミホイール」、そして「消火器」「牽引フック」「サーキットブレーカー」などの安全装備が装着される。2003年当時の価格は159万円。
エントリークラスのレース車両ながら、データロガーが標準で装備される。日産が開催するサーキット用教習プログラム「ニッサン・レーシングスクール」では、このマーチカップカーを教習車にしていた時期がある。
NISMOはこれ以外にも、エンジンと足まわりをチューンナップする「スポーツチューニングメニュー」を発売しているほか、「NISMO MARCH S-tune COMPLETE」と呼ばれるコンプリートカーを製作した。
mm-R カップカー
このマーチカップカーとよく似た車両が、ゲーム「グランツーリスモ コンセプト 2001 TOKYO」および「グランツーリスモ4」に収録されている。ただし、名前は「mm-R カップカー」と後述するプロトタイプにちなんだ名前になっている。
これは2001年の構想段階で、プロトタイプのmmをベースにした独自のレーシングバージョンを考案したものである。そのため、mm-Rはマーチカップを直接コピーしたものではない。カップカーのエンジンはほとんど変更されていないが、このmm-Rは138HPを発生するように調整された1.2Lエンジンを搭載している。ロールケージはもちろん装備されているが、ダッシュボード周りや後部座席のインテリアはカップカーの仕様に合わせて残されている。

## 年表

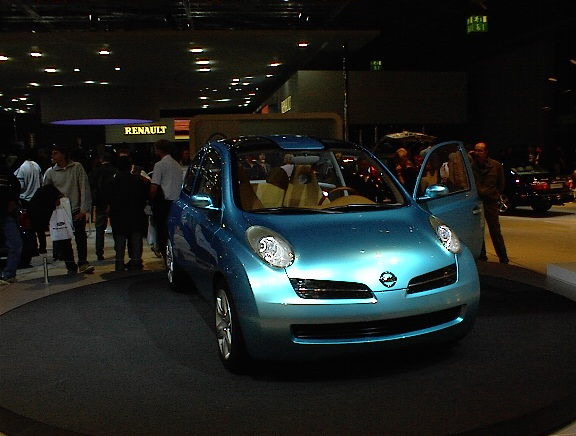
コンセプトカー「mm.e」

2001年9月
第59回フランクフルトモーターショーに「mm.e」を出品。
2001年10月
第35回東京モーターショーにプロトタイプ「mm」参考出品。
2002年2月22日
フルモデルチェンジ。販売は3月5日から。月販目標台数は8,000台。
2002年9月5日
電動式4WD「e-4WD」を1.4L車に設定。同時にオーテックジャパンの手による特別仕様車「ラフィート」を設定。
2002年9月
モンディアル・ド・ロトモビル（パリサロン）に出品、電動ハードトップを備えたオープンモデル「マイクラC+C」も併せて展示。
2002年11月29日
英国サンダーランド工場で現地生産を開始。
2003年5月8日
日産自動車創立70周年を記念した特別仕様車「12c 70th」、「14c-four 70th」を発売。電動格納式リモコンカラードドアミラー、オートライトシステム、リア可倒式シート、ETCユニットなどが装備された。
2003年7月1日
1.0L車を廃止。ブラックラジエーターグリル、ブラックアウトヘッドライトなどを採用したスポーティーグレードの「14s」を追加。シャープのプラズマクラスター技術を搭載する「プラズマクラスターイオンエアコン」をオプション設定（市販車初）。同時に他のグレードでもプライバシーガラスのオプション設定（一部を除く）、12C以下でもフロントスタビライザーの標準装着の構造変更も行われた。
2003年9月
第60回フランクフルトモーターショーに「マイクラ1.5dCi」を出展。同年10月販売開始。
2003年10月15日
オーテックジャパンの手による特別仕様車「12SR」を3ドア・5ドアモデル共に設定。チューンアップされ高出力化されたCR12DE型エンジン、専用スポーツサスペンション、専用の内装などを装備する。
2004年4月23日
マイナーチェンジ。フルーツをイメージした新色を設定した。またフロントシートのホールド性が向上され、12c Bパッケージを除きプラズマクラスターイオンエアコンが全車標準装備とされた。
2004年8月18日
オートライトや分割可倒式リアシートなど、装備を充実させた特別仕様車「Vセレクション」を発売。
2004年12月1日
特徴的なヘッドランプ形状をモティーフにしたシート表皮が特徴の特別仕様車「iセレクション」を発売。プライバシーガラスなどが装備された。同時にオーテックジャパンの手によるレトロ調特別仕様車「ボレロ」を設定。
2005年4月27日
スウェード調シートクロスを採用した「プレミアムインテリア」を発売。他にオートライトシステムやリア可倒式シートなどが装備された。
2005年6月
電動ハードトップモデル「マイクラC+C」を英国で披露。ドイツのコーチビルダー・カルマン社と共同開発した。
2005年8月25日
マイナーチェンジ。3ドアモデルを廃止。フロントのウインカーレンズがクリアーになり、リヤバンパーとコンビランプも形状が変更された。最上級グレードの15GとRX、SRには台形のグリルをもつ専用のフロントバンパーが採用され、その他グレードも形状が小変更された。ボディカラーの設定も一部変更された。また、1.4L車はe-4WDのみの設定となり、新たに1.5L HR型エンジン+エクストロニックCVT搭載モデルが投入され、オーテックジャパンによるSRシリーズにも1.5Lエンジン+エクストロニックCVTが組み合わされた「15SR-A」が追加された。SRシリーズに空力性能を考慮した専用のエアロパーツが新たに装着され、市販車としては珍しく実際にダウンフォースを発生させる形状となっている。4ATが型番変更され、MC前の4ATで発生していた1速→2速への変速ショックが改善されている。
2005年9月
フランクフルトモーターショーに生産型「マイクラC+C」および「マイクラ160SR」を出展。
2005年11月
欧州市場で「マイクラC+C」を販売開始。
2006年6月1日
コンランショップとのコラボレーションモデル「プラスコンラン」を9月まで限定発売。専用のフロントグリルやシートが装備された。
2006年10月4日
装備充実の「ワンタッチコレクション」、「ワンタッチコレクションプラスナビ」を設定。インテリジェントキーやリア可倒式シート、プライバシーガラスなどが装備された。
2007年6月5日
マイナーチェンジ。フロントマスクのデザインが変更。フロントバンパーについては中期型の上級グレードに装着されていたものに統一された。これまでフロントグリルに設置されていたウインカーランプがヘッドライト内に移動された。ボレロはヘッドライトとウインカーランプが別になっていたため、フロントバンパーの穴に丸型のウインカーランプが装着されていたが、この変更によりその穴はフタで塞がれた。内外装に新色を設定。特別仕様車「Plus navi HDD」発売。
2007年7月23日
マイクラC+Cを英国より輸入し、日本で1500台限定販売（1月に導入発表）。このモデルのみ、日本でも「マーチ」ではなく「マイクラ」を名乗る。
2007年10月9日
マーチ誕生25周年を記念して、過去の人気色「ショコラパールメタリック」「パプリカオレンジメタリック」とインターネットのアンケート投票で一番人気だった「アクアブルーチタンパールメタリック」を採用した「12E/14E FOUR リミテッドカラー」をインターネット予約で各色250台、合計750台を限定販売。
2007年11月8日
誕生25周年記念特別仕様車「25th Happiness（ニーゴー ハピネス）」、「Plus Safety」、「KISEKAE」を発売。「25th Happiness」にはオートライトシステムなどが、「Plus Safety」には各種安全装備が、「KISEKAE」には2種類の専用シートカバー、専用フィニッシャー、専用キッキングプレート、本革巻ステアリング、インテリジェントキーなどが装備された。
2008年5月27日
ボディカラーに新色の「アメジストグレーパールメタリック」を追加するとともに、「12S」「14S FOUR」にリヤ6:4分割可倒式シート、e-4WD車に寒冷地仕様を標準化した。また特別仕様車「12E/14E FOUR Plus navi HDD SP」と「12S/14S FOUR コレット」を期間限定発売。後者は購入でカーボンオフセット活動に参加したとみなされる特典が付く。
2008年10月7日
特別仕様車「12E/14E FOUR Iyashi Interior（いやしインテリア）」を発売。シルフィに採用されているHADASARA加工クロス（シートとドアトリム）や、プラズマクラスターイオンフルオートエアコンの特別装備を追加。これと同時に、プライバシーガラスと6:4分割リア可倒式シートを一部グレードに標準装備とする仕様変更を行った。
2009年5月12日
「12S」、「14S FOUR」をベースに、リヤ可倒式シート、プライバシーガラスを標準装備し、オーディオレス仕様としたことでお買い得価格に設定した特別仕様車「12S/14S FOUR コレット♯（シャープ）」を発売。同時にボディカラーの新色に「クリスタルライラックチタンパールメタリック」を設定（12Bを除く）し、「12E/14E FOUR/15E」にはスクエアインテリアパッケージの装備（スクエアインテリアシート、助手席シートアンダートレイ、助手席シートバックポケット）が標準化された。
なお「15RX」は廃止され、オーテックジャパン扱いとなる「ボレロ」「ラフィート」「12SR」「15SR-A」のリア可倒式シートはコストダウンに伴い6:4分割タイプからベンチタイプへ変更されたことから中古車購入の際は事前の年式確認が推奨される。
2010年2月3日
特別仕様車「12S/14S FOUR コレットf（エフ）」を発売。インテリジェントキーとカラードドアハンドル、プライバシーガラスの特別装備を追加した代わりに、オーディオレス化、リア可倒式シートをベンチタイプにするなどして2WDモデルで100万円を切る価格設定にした。
2010年6月
生産終了。在庫対応分のみの販売となる。
2010年7月
4代目とバトンタッチして販売終了。
受賞歴
- 2002年10月 - 経済産業省選定グッドデザイン賞を受賞。
- 2002年11月 - 「パプリカオレンジ×シナモン」の内外装色組合せと5色の外装色（コミュニケーションカラー）が第5回オートカラーアウォードのグランプリを受賞。
- 2003年7月 - ドイツのレッド・ドット・デザイン賞受賞。
- 2003年12月 - 外装色「ショコラ」が第6回オートカラーアウォードのファッションカラー賞受賞。
- 2005年12月 - 「チャイナブルー×アイスブルー」の内外装色組合せが第7回オートカラーアウォードで2度目のグランプリ受賞。
- 2007年12月 - 「サクラ×カカオ」の内外装色組合せがオートカラーアウォード2008で3度目のグランプリ受賞。同時にオートカラーデザイナーズセレクション・インテリア部門賞も受賞した。

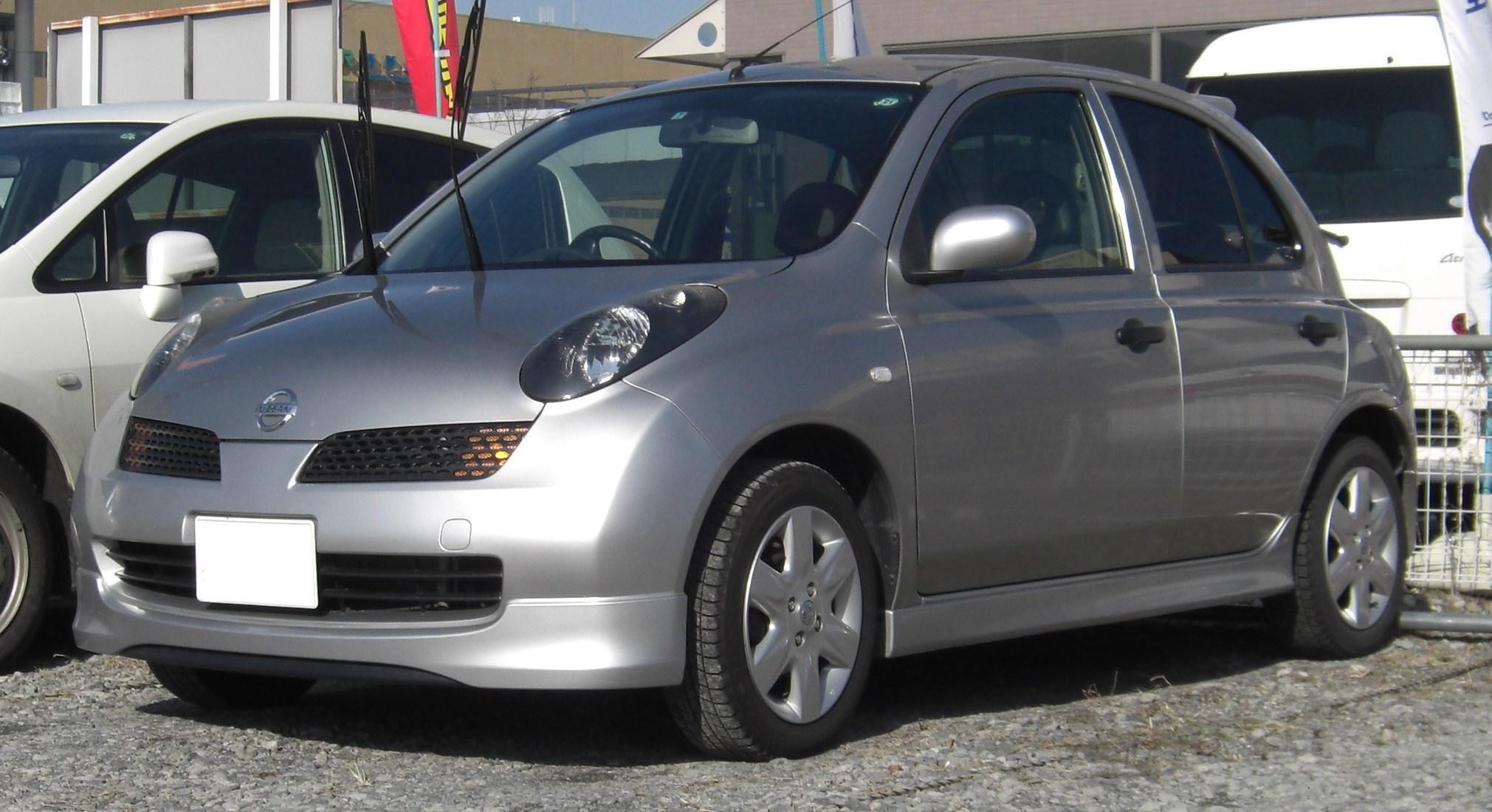
14S（2002年型）
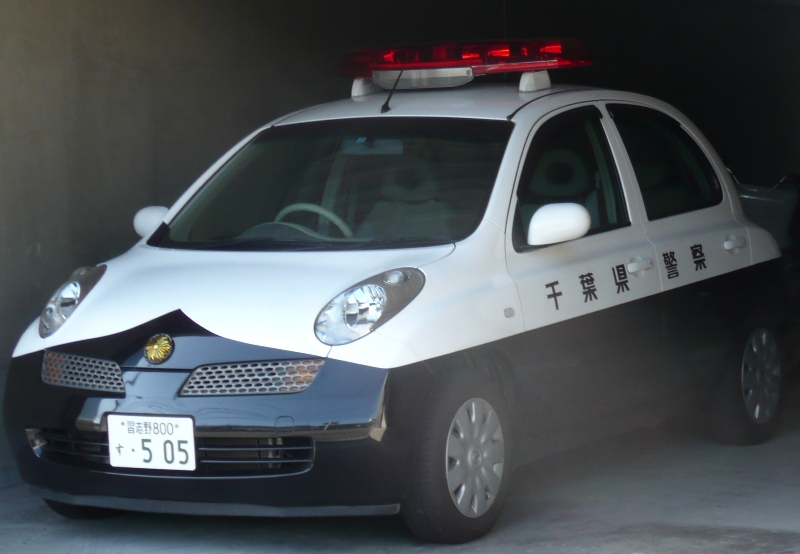
パトカー（千葉県警仕様、2002年型）
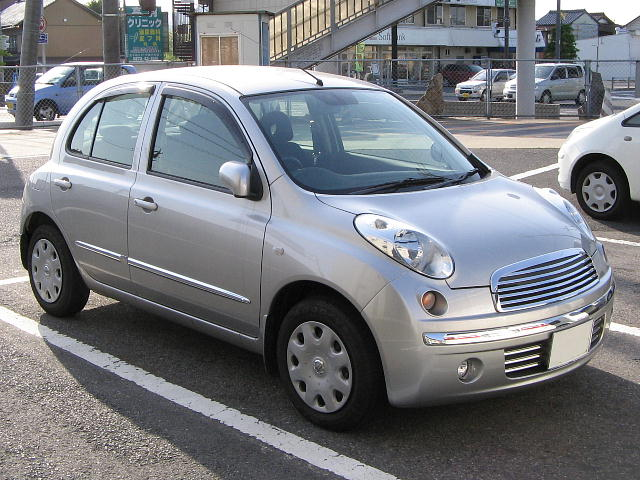
マーチラフィート（2005年型）
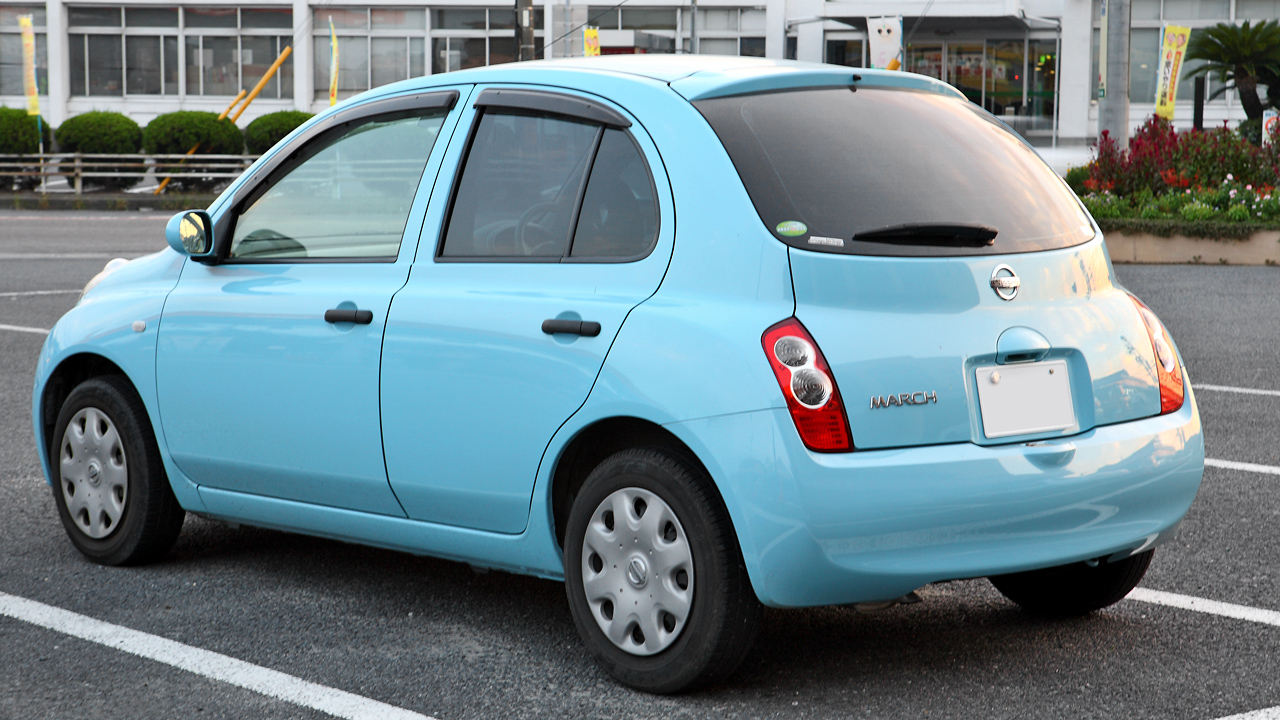
後面（2005年型）
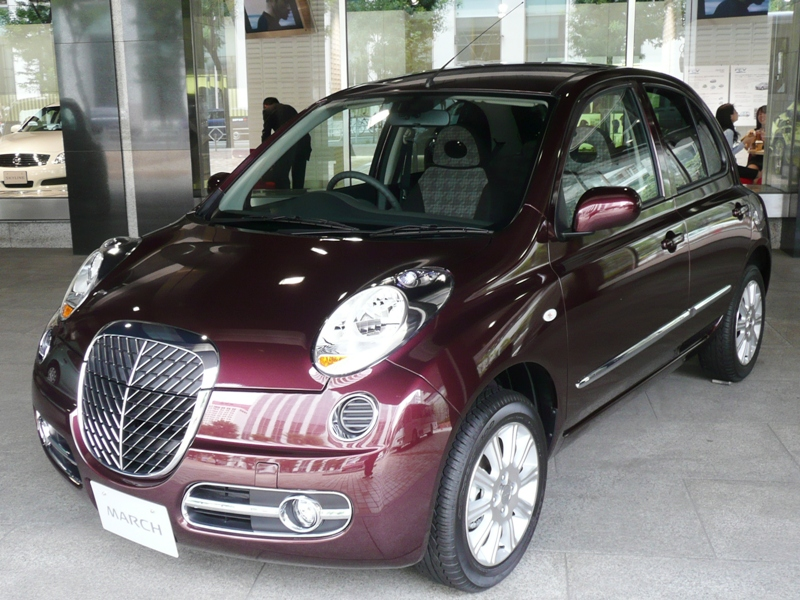
マーチボレロ（2007年型）
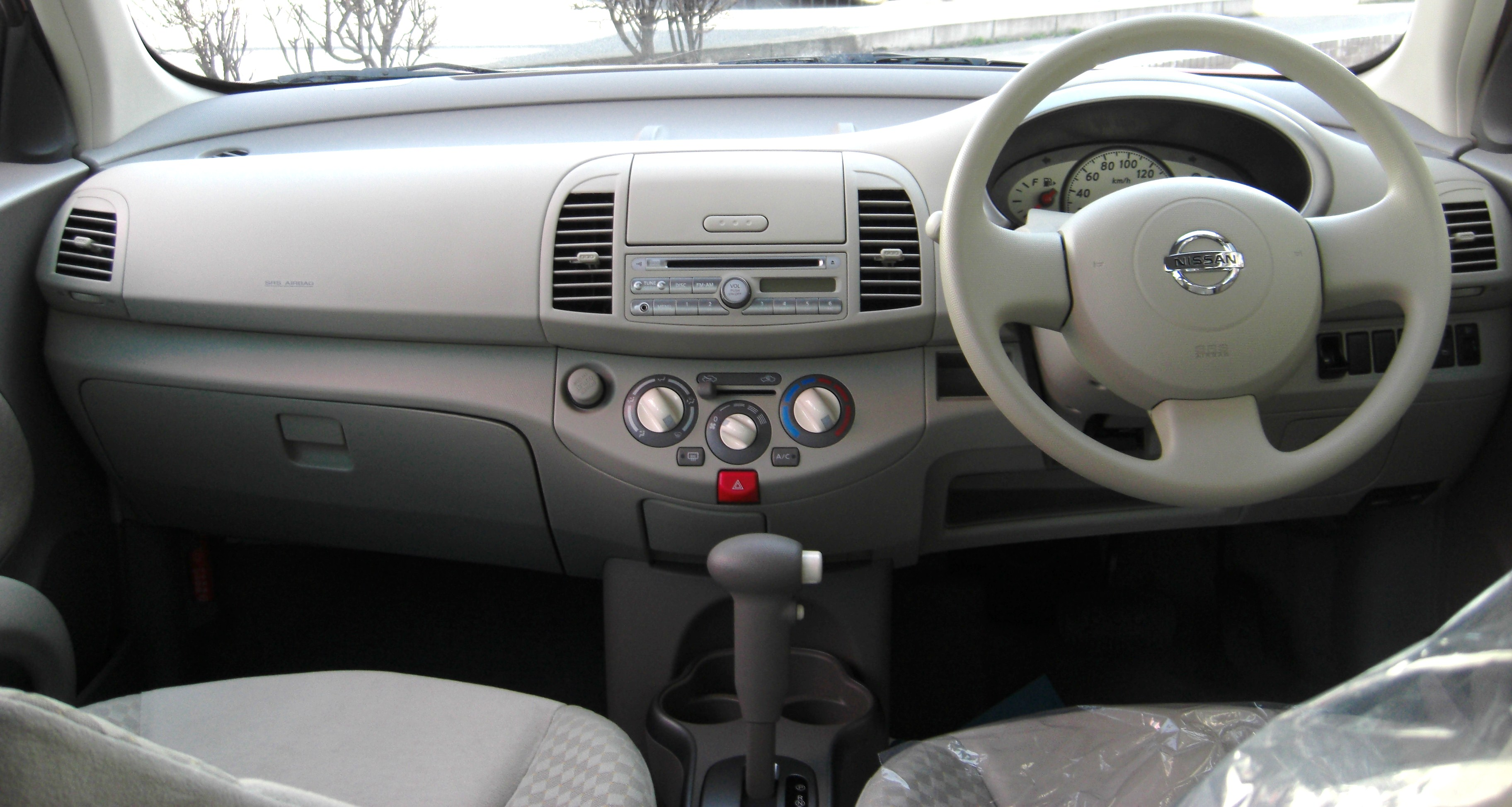
車内（2007年型）
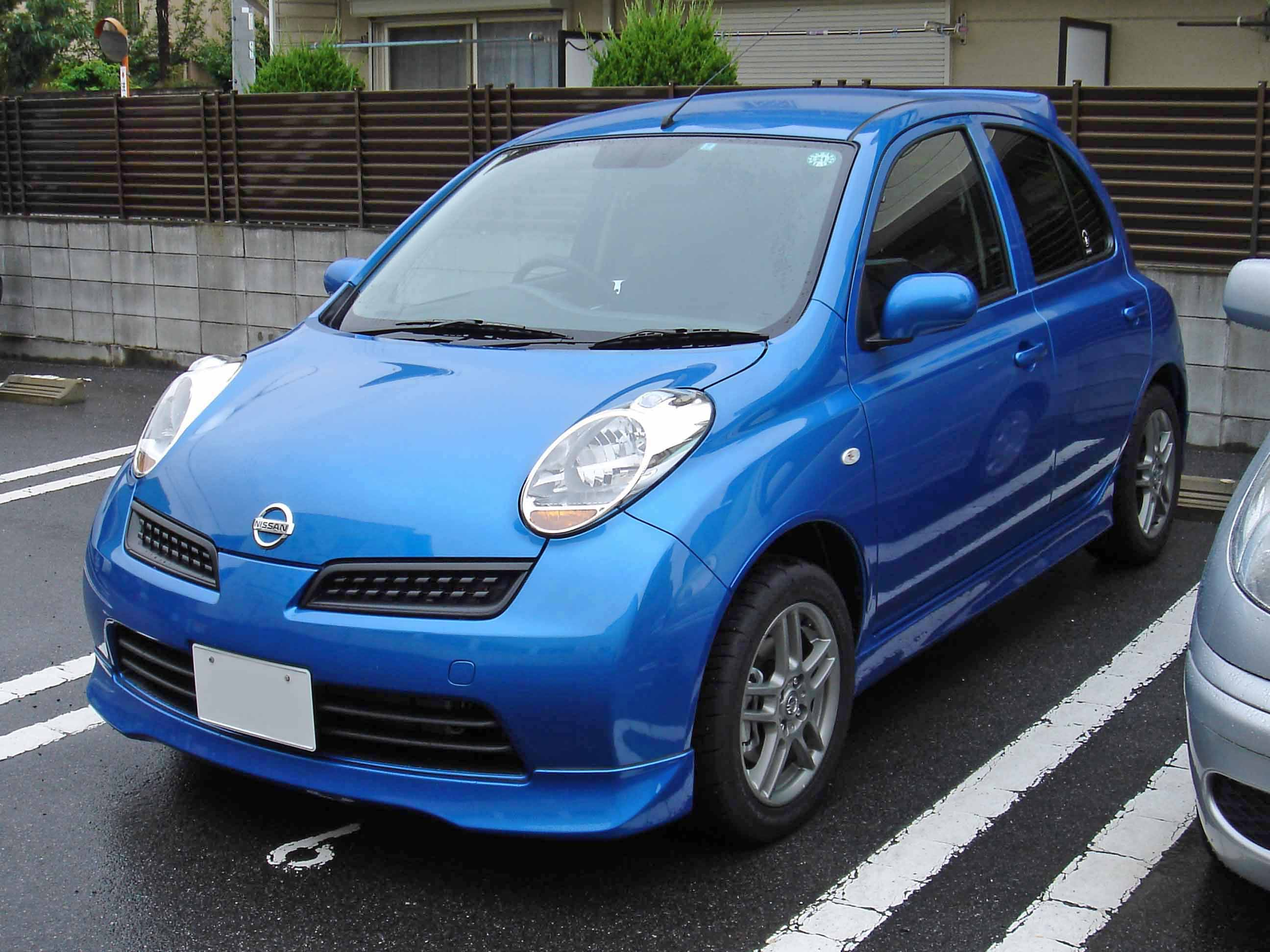
15SR-A（2007年型）
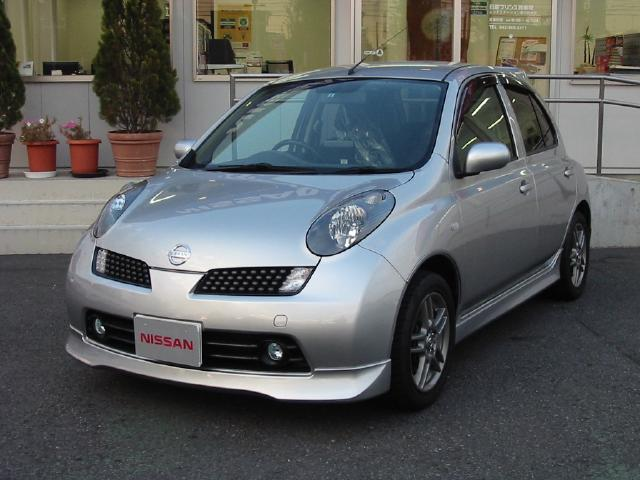
12SR（2005年型）
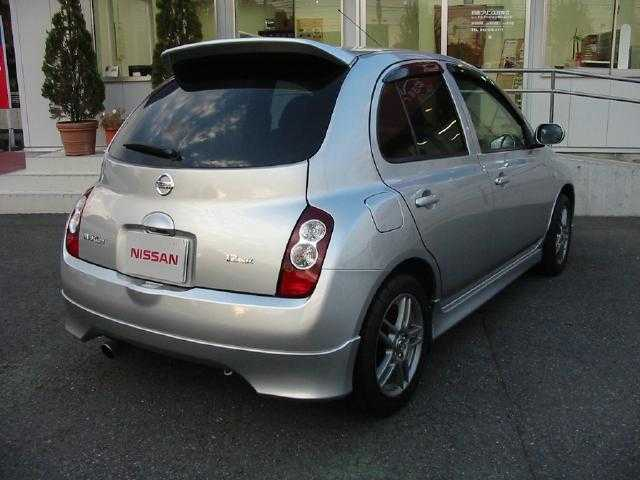
12SR（2005年型、後面）
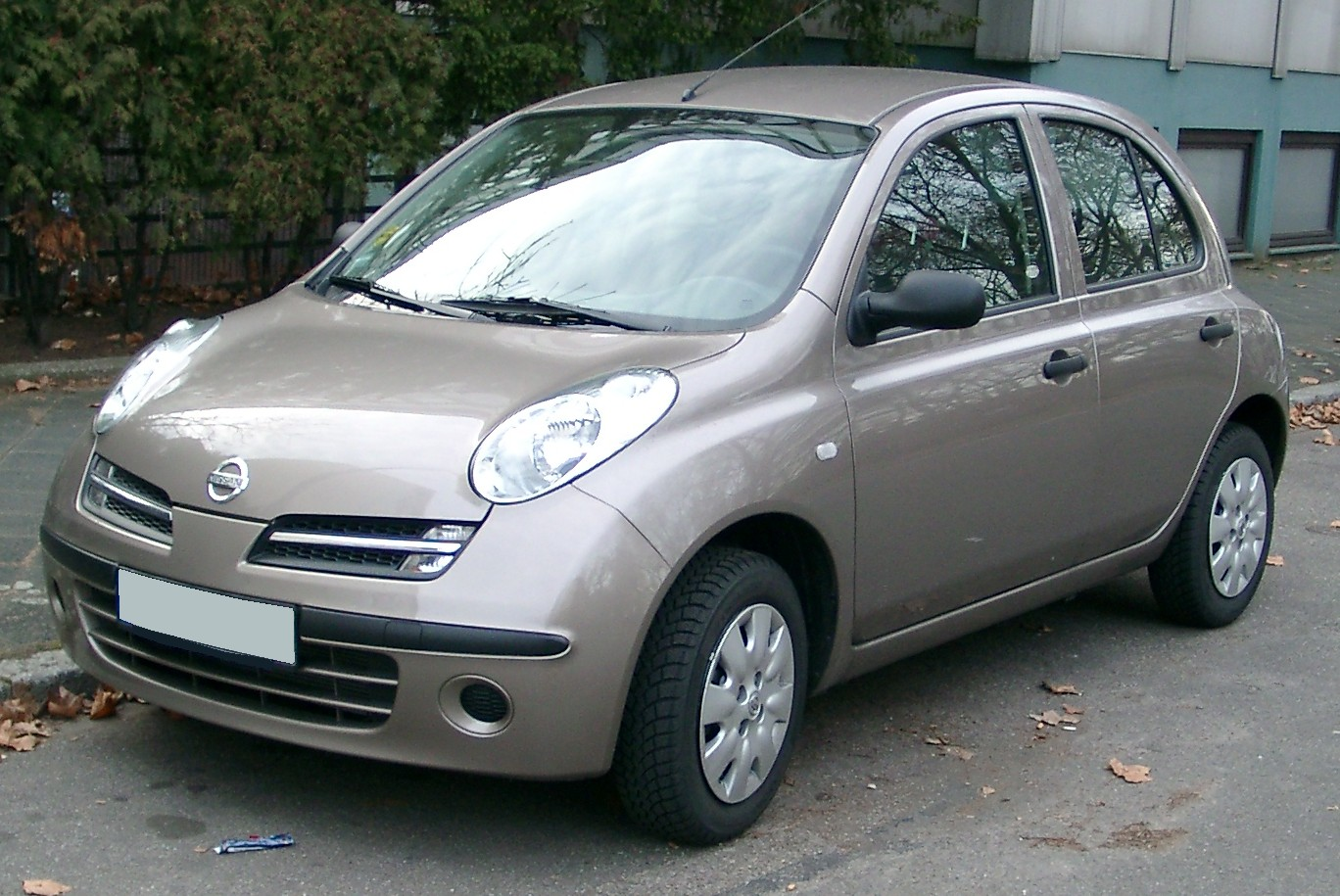
マイクラ（欧州仕様、2002年型）
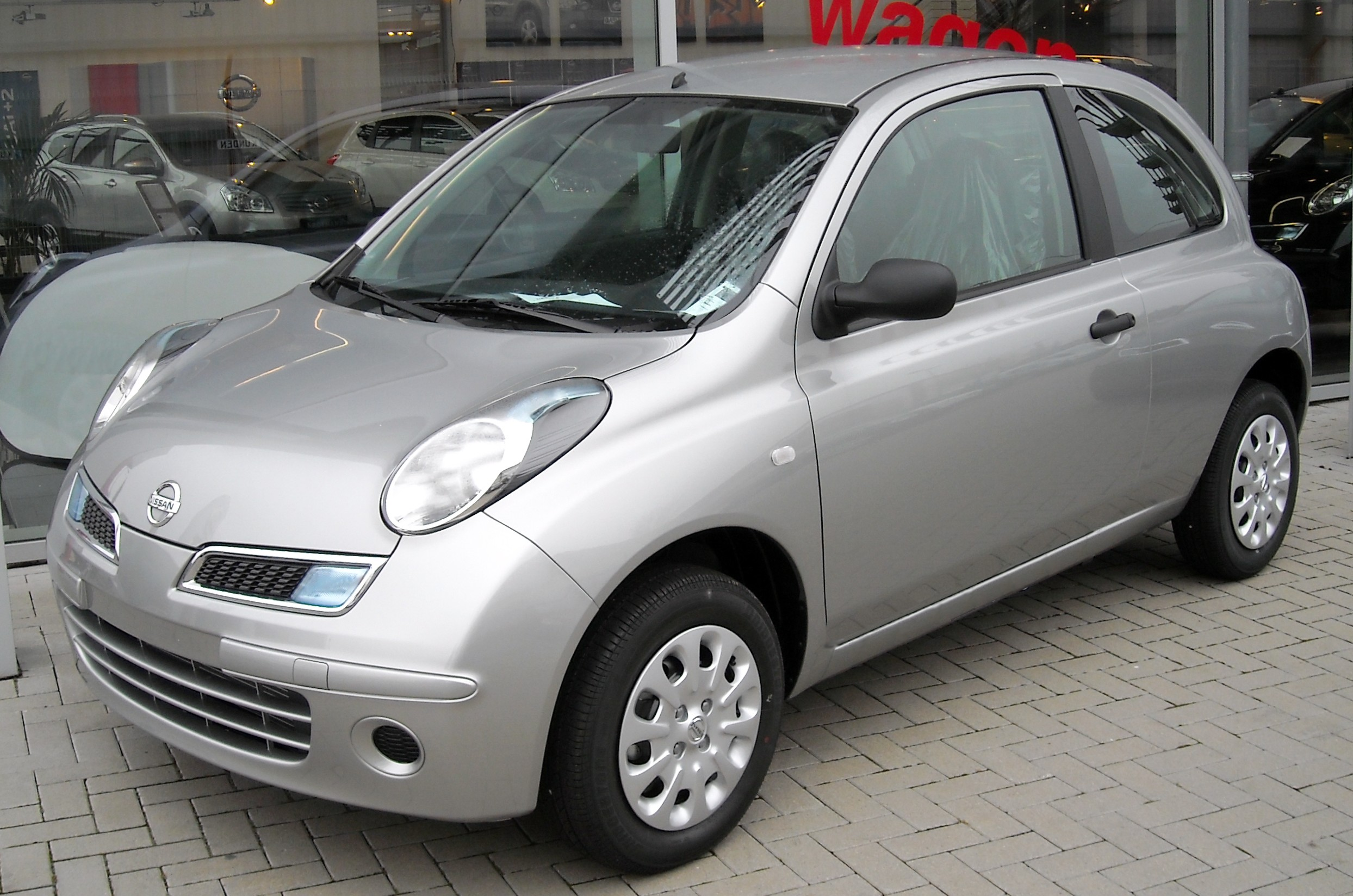
マイクラ（2008年型）